# Chao Yat
Leung Chung-kei (xinès simplificat: 梁仲基, pinyin: Liáng Zhòngjī), més conegut pel pseudònim Chao Yat (xinès simplificat: 草日, pinyin: Cǎo Rì; Hong Kong, 21 de maig del 1968), és un dibuixant de còmics de Hong Kong.
Originari de Fanling, als Nous Territoris, va treballar com a mestre fins que es gradua a la Universitat xinesa de Hong Kong, i el 1991 comença a publicar còmics a Ming Pao, un dels principals periòdics de Hong Kong. Entre les tires còmiques que ha dibuixat hi ha Hamburguer, un gat.